# 白恩茨河
白恩茨河（德語：Weiße Ernz）是一条流经卢森堡的河流，于赖斯多夫汇入绍尔河。它流经拉罗谢特、梅德纳赫和埃姆斯多夫。拉罗谢特城堡，一座14世纪的双子城堡，位于该河谷。